# 법률상 이익
법률상 이익이란 개인적 공권과 동일한 개념으로 공법적으로 보호받는 권리이다.

## 사례
행정소송법 제12조(원고적격) 취소소송은 처분등의 취소를 구할 법률상 이익이 있는 자가 제기할 수 있다. 처분등의 효과가 기간의 경과, 처분등의 집행 그 밖의 사유로 인하여 소멸된 뒤에도 그 처분등의 취소로 인하여 회복되는 법률상 이익이 있는 자의 경우는 또한 같다.

행정심판법 제13조(청구인 적격) ① 취소심판은 처분의 취소 또는 변경을 구할 법률상 이익이 있는 자가 청구할 수 있다. 처분의 효과가 기간의 경과, 처분의 집행, 그 밖의 사유로 소멸된 뒤에도 그 처분의 취소로 회복되는 법률상 이익이 있는 자의 경우에도 또한 같다.
② 무효등확인심판은 처분의 효력 유무 또는 존재 여부의 확인을 구할 법률상 이익이 있는 자가 청구할 수 있다.
③ 의무이행심판은 처분을 신청한 자로서 행정청의 거부처분 또는 부작위에 대하여 일정한 처분을 구할 법률상 이익이 있는 자가 청구할 수 있다.

## 판례

### 대법원-법률상 이익의 판단기준
㉠ 처분의 근거법규 및 관련법규에 의하여 보호되는 법률상 이익이라 함은 당해 처분의 근거법규의 명문규정에 의하여 보호받는 법률상 이익, ㉡ 당해 처분의 행정목적을 달성하기 위한 일련의 단계적인 관련처분들의 근거법규에 의하여 명시적으로 보호받는 법률상 이익, ㉢ 근거법규 및 관련법규의 합리적 해석상 그 법규에서 행정청을 제약하는 이유가 순수한 공익의 보호만이 아닌 개별적 직접적 구체적 이익을 보호하는 취지가 포함되어 있다고 해석되는 경우까지를 포함한다.

### 헌법재판소-기본권 고려
1. 국세청장의 지정행위의 근거규범인 이 사건 조항들이 단지 공익만을 추구할 뿐 청구인 개인의 이익을 보호하려는 것이 아니라는 이유로 청구인에게 취소소송을 제기할 법률상 이익을 부정한다고 하더라도, 2. 청구인의 기본권인 경쟁의 자유가 바로 행정청의 지정행위의 취소를 구할 법률상 이익이 된다.

### 법률상 이익 인정
- ｢자동차운수사업법｣에 의한 신규의 노선연장인가처분에 대하여 당해 노선에 관한 기존업자의 이익은 법에 의해 보호되는 이익이다.[3]
- 인·허가 등의 처분이 타방에 대한 불허가 등으로 귀결될 수 밖에 없는 때 허가등의 처분을 받지 못한 자는 다른 경원자에 대해 이루어진 허가처분의 취소를 구할 원고적격이 있다.[4]
- 환경영향평가대상지역 밖의 주민들의 당해 사업으로 인해 침해되는 환경피해가 수인한도를 넘는 침해를 받지 않을 이익은 법률상 이익이다.[5]

### 법률상 이익 불인정
- ｢공익사업을 위한 토지등 취득 및 보상에 관한 법률｣상 토지소유자 또는 관계인에 대하여 금전채권을 가지고 있는 제3자는 보상금증액청구소송을 제기할 법률상 이익이 인정되지 않는다.[6]

## 같이 보기
- 개인적 공권
- 반사적 이익
- 원고적격